# Velika kiselica
Velika kiselica (obična kiselica, lat. Rumex acetosa), biljka je koja se ubraja u raširene livadne korove, porodica Polygonaceae. Izvorni joj je areal Euroazija, no danas je raširena po cijeloj sjevernoj hemisferi.
Kao što joj i naziv kaže, kiselog je okusa, i to prije svega zbog toga što sadrži soli oksalne kiseline. Iz tog razloga ovu jestivu divlju zelen ne treba uživati u većim količinama.
Biljka sadrži 40-80 mg% vitamina C i oko 5 mg% karotina. 
Jestiv je i kuhani korijen.

## Vanjske poveznice
- Ljekovite biljke: Obična kiselica  Arhivirana inačica izvorne stranice od 19. svibnja 2015. (Wayback Machine)